# Michał Remizowski
Michał Remizowski (ur. 10 września 1877, zm. ?) – sędzia, pułkownik piechoty Wojska Polskiego.

## Życiorys
Urodził się 10 września 1877. W 1899 z odznaczeniem zdał egzamin dojrzałości w C. K. V Gimnazjum we Lwowie (wówczas maturę zdali także Roman Małachowski, Henryk Tchorznicki), zaś podczas uroczystości wręczenia świadectw 24 czerwca tego roku wystąpił w imieniu abiturientów dziękując nauczycielom i żegnając szkołę. Został żołnierzem c. i k. armii, był rezerwowym podoficerem 3 Pułku Tyrolskich Strzelców, po czym został awansowany na stopień podporucznika rezerwy piechoty w batalionie strzelców od początku 1901. Podczas I wojny światowej w lutym 1915 został mianowany nadporucznikiem w pospolitym ruszeniu na czas wojny.
W 1907, 1908, 1909 był auskultantem Galicji Wschodniej przy C. K. Sądzie Krajowym we Lwowie. Od końca pierwszej dekady XX wieku do końca istnienia Austro-Węgier był sędzią w C. K. Sędzią Powiatowym w Rawie Ruskiej (w 1918 extra statum).
Po odzyskaniu przez Polskę niepodległości wstąpił do Wojska Polskiego. Brał udział w wojnie polsko-ukraińskiej, w stopniu kapitana dowodził batalionem na odcinku Bykowa, który w maju 1919 w Przemyślu wszedł do składu reorganizowanego 37 pułku piechoty i oznaczony został numerem II i od tego czasu uczestniczył ofensywie przeciw Ukraińcom. Następnie podczas wojny polsko-bolszewickiej dwukrotnie dowodził 37 pułkiem piechoty: w stopniu kapitana od 17 maja do 6 czerwca 1920, później w stopniu podpułkownika od 14 sierpnia 1920. W tym czasie dał osobisty przykład żołnierzom pod Chodorowem, zapobiegając odwrotowi i odpierając nieprzyjaciela. Od 25 września do 12 listopada 1920 pułk pod jego dowództwem przebywał na froncie polsko-litewskim, zaś następnie został przemieszczony do Kutna i Łęczycy, które zostały garnizonami pokojowymi. Za swoje czyny wojenne otrzymał Order Virtuti Militari. Został awansowany na stopień pułkownika piechoty ze starszeństwem z dniem 1 czerwca 1919. Dowodził 37 pułkiem piechoty do 16 marca 1925. Z tej funkcji został mianowany na stanowisko dowódcy Brygady KOP „Wołyń”, które pełnił od 9 czerwca do 24 listopada 1925. Od listopada 1925 był oficerem przysposobienia wojskowego w grudziądzkiej 16 Pomorskiej Dywizji Piechoty. Następnie został przeniesiony w stan spoczynku w 1928 zamieszkiwał we Lwowie. W 1934 pułkownik w stanie spoczynku był przydzielony do Oficerskiej Kadry Okręgowej nr VI we Lwowie jako oficer przewidziany do użycia w czasie wojny i pozostawał wówczas w ewidencji Powiatowej Komendy Uzupełnień Lwów Miasto.
W stopniu podpułkownika został osadnikiem wojskowym w Zapolu w gminie Luboml. Był myśliwym, pod koniec lat 30. był łowczym na powiat lubomelski.

## Ordery i odznaczenia
- Krzyż Srebrny Orderu Virtuti Militari
- Złoty Krzyż Zasługi (1938)[24]
- Krzyż Walecznych – trzykrotnie
- Krzyż Oficerski Order Korony Belgii
- Krzyż Jubileuszowy dla Cywilnych Funkcjonariuszów Państwowych (Austro-Węgry)[9]